# 马尔季罗斯·萨良
马尔季罗斯·谢尔盖耶维奇·萨良（俄语：Мартиро́с Серге́евич Сарья́н，1880年2月28日—1972年5月5日），俄罗斯帝国、苏联时期的亚美尼亚风景画画家、图形师和剧院设计师。
苏联美术学院院士（1947年），苏联人民画家（1960年），社会主义劳动英雄（1965年），列宁奖（1961年）和苏联国家奖（1941年）获得者。
萨良的作品在亚美尼亚绘画史上起到了重要的作用。

## 生平

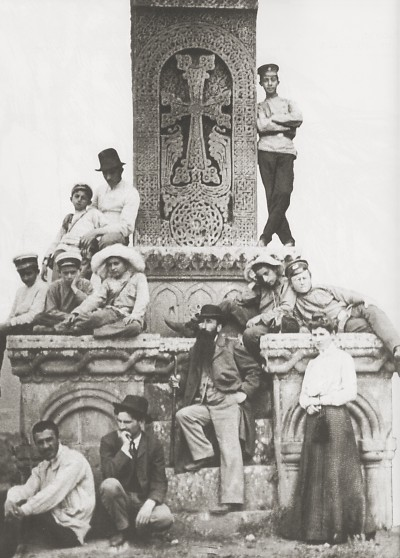
马尔季罗斯·萨良（下排左二），1902年拍摄于亚美尼亚萨纳欣修道院的十字石附近

1880年2月28日（旧历2月16日）马尔季罗斯·萨良出生在顿河畔纳希切万（今属俄罗斯顿河畔罗斯托夫）的一个亚美尼亚家庭。
1895年，15岁的他完成了在纳希切万学校的学习，1897年至1904年间在莫斯科绘画雕刻建筑学院学习，期间包括在瓦伦丁·谢罗夫的和康斯坦丁·柯罗文的创作室学习。他深受画家保罗·高更和亨利·马蒂斯影响。他曾在莫斯科的蓝玫瑰、俄罗斯画家联盟、艺术世界等多个画派的画展上展出过自己的作品。
1901年，第一次到祖国亚美尼亚的马尔季罗斯·萨良去了洛里、希拉克、埃奇米阿津、哈格帕特、萨纳欣、埃里温和塞凡等地，之后创作了自己最早的描绘亚美尼亚的风景画，包括1902年的《马克拉万克》和《阿拉加茨》，1903年的《水牛·塞凡》《花园之夜》和《在亚美尼亚村庄》等等，这些画作受到了莫斯科刊物高度赞扬。
1910年至1913年间，他广泛地游历了土耳其、埃及和伊朗。1915年，他为帮助因奥斯曼帝国亚美尼亚大屠杀而产生的难民去了埃奇米阿津。1916年，他移居第比利斯，在那里他与亚美尼亚作家加扎罗斯·阿加扬的女儿卢西克·阿加扬成婚。而且萨良还参与了亚美尼亚艺术家协会和“亚美尼亚艺术家联盟”的组建。同年，他将瓦列里·勃留索夫的《亚美尼亚诗集》做成了画。
1917年十月革命爆发，布尔什维克夺取政权之后，马尔季罗斯·萨良携家人一起迁回了移居俄罗斯。1918年-1919年间，萨良一家住在新纳希切万。他带动了顿河畔罗斯托夫地区的艺术创作，并担任了布良斯克地区博物馆的第一任馆长，还参加了“戏剧工作坊”剧院的工作。
1921年，萨良一家受亚美尼亚人民委员会主席亚历山大·米亚斯尼基扬的邀请，迁居亚美尼亚。他大部分的作品均反映了亚美尼亚的风光，而且他还设计了亚美尼亚苏维埃的国徽和该国首家国立剧院的帷幕。

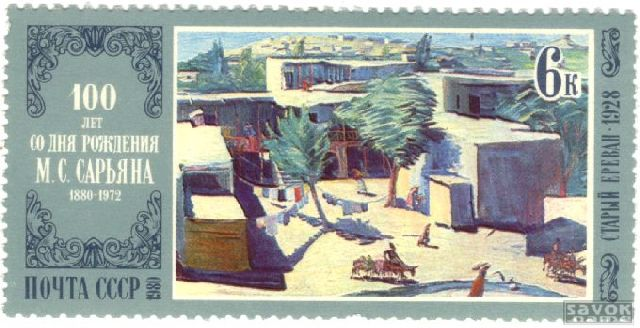
1980年苏联邮票上的萨良1928年画作《老埃里温》

1926年至1928年，他在巴黎生活和工作，但该时期的大部分作品都在他返回苏联时所乘船上的一次火灾中被焚毁了。从1928年到去世，他都一直生活在苏联亚美尼亚。
在1930年代的艰难岁月里，他主要投身到了风景画的创作之中。他曾被选为苏联最高苏维埃的代表，并曾三次获得列宁勋章。他还曾是苏联艺术协会和亚美尼亚科学协会成员。
1972年5月5日，萨良在埃里温去世，被葬在了埃里温市中心的科米塔斯先贤祠。他在埃里温的故居现在被开辟为了博物馆，展有他的上百幅画作。

## 画作收藏地

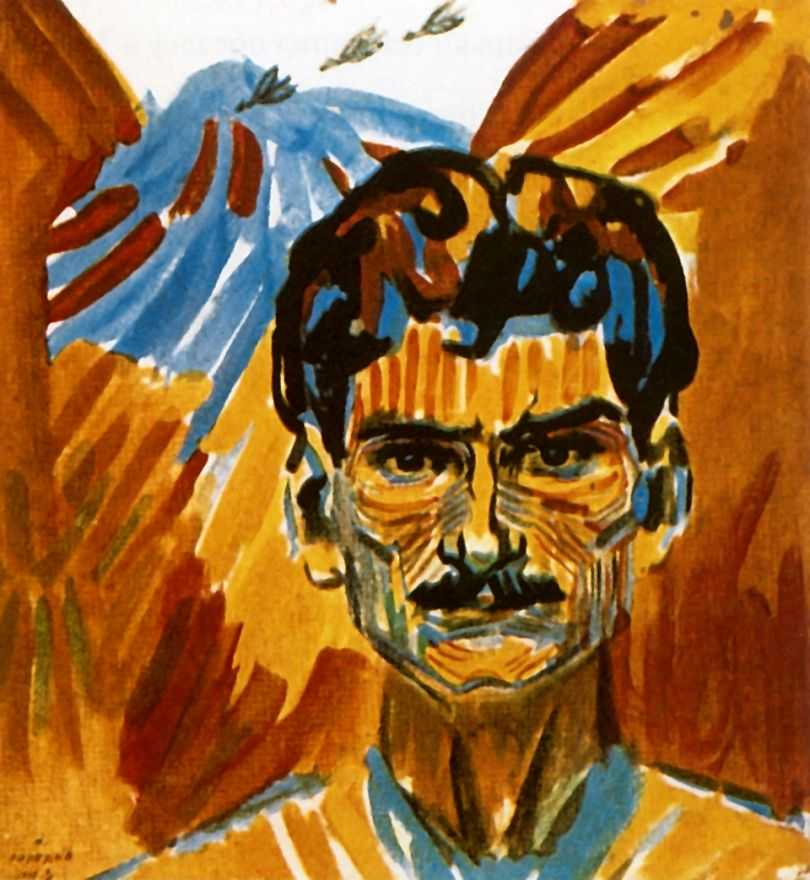
自画像，1907年作

- 萨良故居博物馆，埃里温
- 塔甘罗格艺术博物馆（英语：Taganrog Museum of Art），塔甘罗格[10]
- 苏里科夫克拉斯诺亚尔斯克州艺术博物馆（俄语：Красноярский государственный художественный музей имени В. И. Сурикова），克拉斯诺亚尔斯克
- 亚美尼亚国家美术馆，埃里温
- 特列季亚科夫画廊，莫斯科
- 俄罗斯国家东方艺术博物馆（俄语：Музей Востока），莫斯科
- 俄罗斯国家博物馆，圣彼得堡
- 国立基辅俄罗斯艺术博物馆（俄语：Киевский национальный музей русского искусства），基辅

## 荣誉和奖项
- 社会主义劳动英雄（1965年）
- 列宁奖（1961年）：凭《我的祖国》系列画：《亚美尼亚》（1923年作）、《图马尼扬山区的集体农庄卡林季》（1952年）、《在阿勒山谷拾棉花》（1949年）、《阿尔瓦》（1952年）、《德维纳的阿勒山谷》《德维纳的阿勒山》（1952年）和《布拉堪》
- 斯大林奖二等奖（1941年）
- 苏联人民画家（1960年）
- 三次列宁勋章[3]
- 劳动红旗勋章
- 荣誉勋章
- 保卫高加索奖章（1945年）
- 1941-1945年大卫国战争中忘我劳动奖章（1945年）

## 纪念
- 在埃里温的萨良街附近立有萨良纪念碑

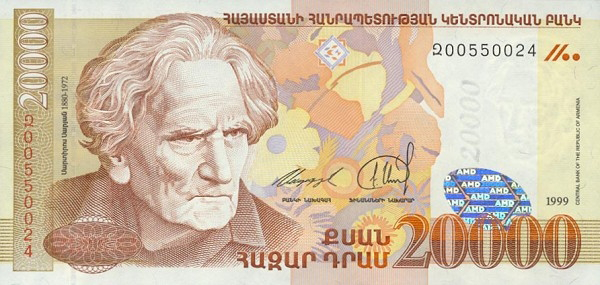
亚美尼亚20000德拉姆纸币正面上的萨良像

- 在2000年和2005年，亚美尼亚发行了萨良纪念邮票
- 在顿河畔罗斯托夫，纳希切万的萨良街，立有萨良纪念碑
- 1999年开始发行亚美尼亚20000德拉姆纸币的正面印有萨良像，背面印有他的画作《亚美尼亚》；2000年开始发行的5000德拉姆纸币的背面印有他画作中的洛里州风景

## 作品
- 《街道·月亮》，1911年作
- 《君士坦丁堡的狗》，1911年作
- 《静物·葡萄》，1911年作
- 《亚美尼亚妇女》，1915年作
- 《在亚美尼亚村子里》，1901年作

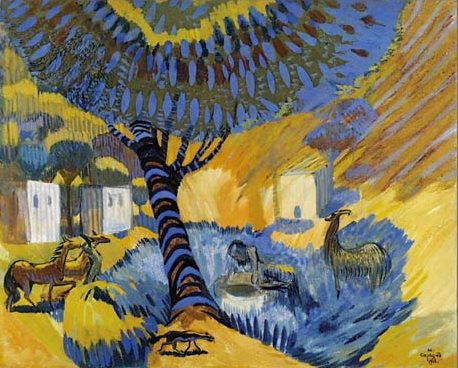
井边·暑天，1908年作

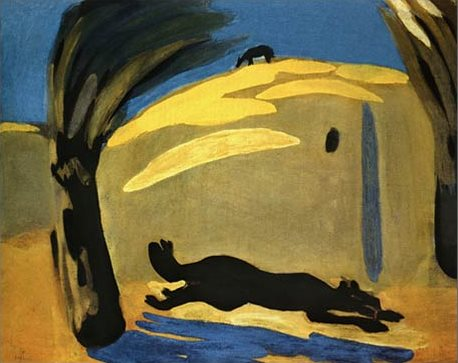
热·奔跑的狗，1909年作

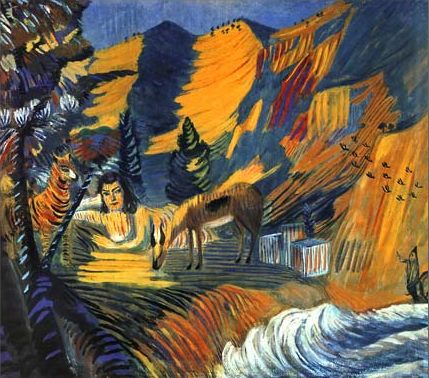
海·斯芬克斯，1908年作

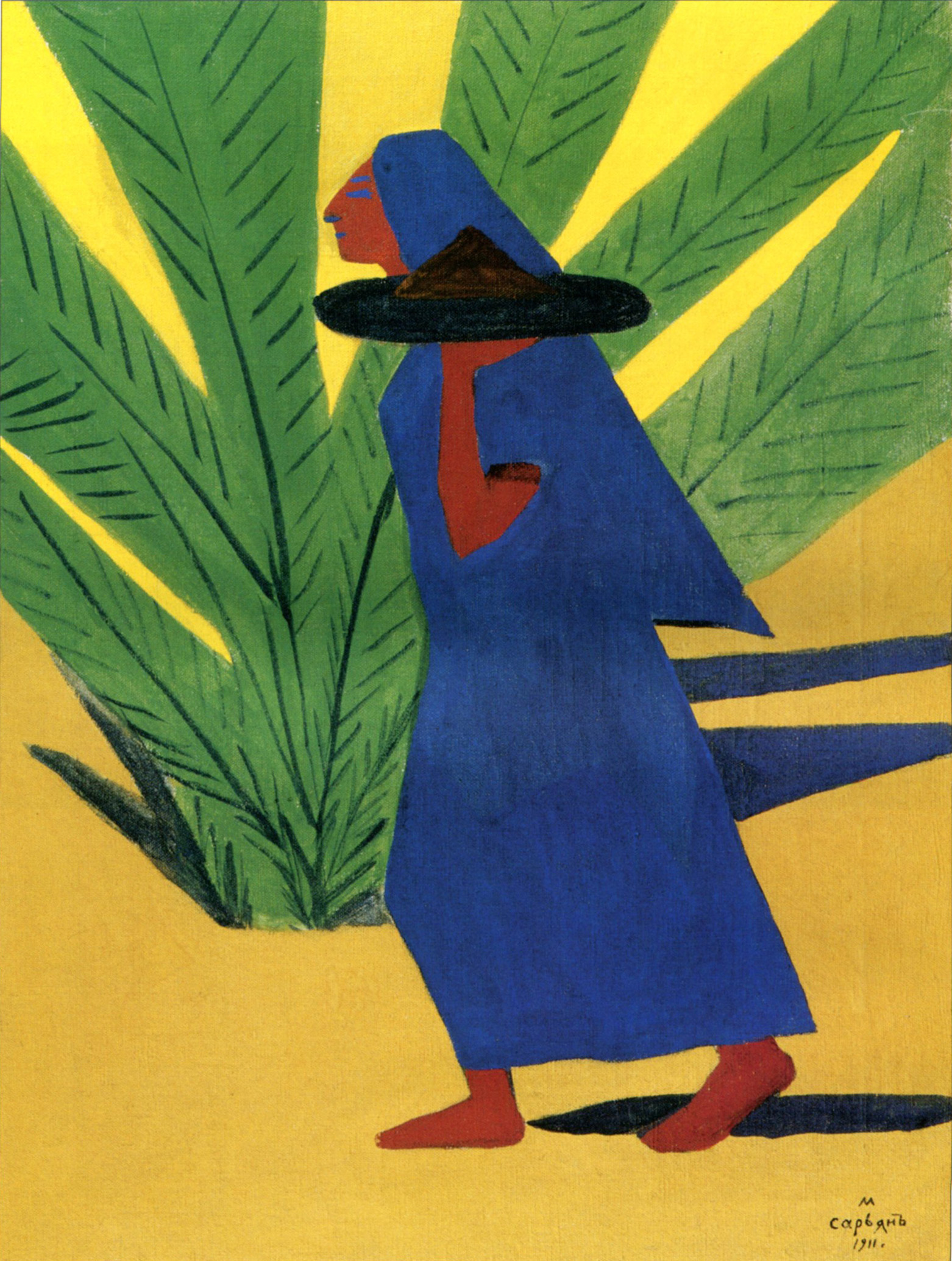
奔跑的女人，1911年作

- 《故事与梦想》系列水彩画，1903年-1908年作
  - 《童话》，1904年作
  - 《国王和他的女儿》，1904年作
  - 《在阿勒山脚下》，1904年作
  - 《春天里》，1904年作
  - 《太阳的魅力》，1905年作
  - 《亚瑟峡谷中》，1905年作
  - 《彗星》，1907年作
  - 《山区的夜》，1907年作
  - 《阴影中》，1908年作
  - 《井》，1908年作
- 《鬣狗》，1909年作
- 《自画像》蛋彩画，1909年作
- 《水果店》，1910年作
- 《椰枣》蛋彩画，1911年作
- 《早晨·绿山》，1912年作
- 《卡拉季花》，1914年作
- 《诗人察图里亚纳画像》，1915年作
- 《沙米尔山》，1922年作
- 《埃里温》，1923年作
- 《亚美尼亚山区》，1923年作
- 《亚美尼亚》，1923年作
- 《亚美尼亚山区》，1923年作
- 《杂色风景》，1924年作
- 《瞪羚》，1926年作
- 《到了春天》，1926年作
- 《建筑师塔马尼扬画像》，1933年作
- 《亚美尼亚民间故事》插图，1930年、1933年、1937年作
- 《山地景观》，1942年作
- 《调色自画像》，1942年作
- 《四月风景》，1944年作
- 《Bjni堡垒》，1946年作
- 《图马尼扬山区的集体农庄卡林季》，1952年作
- 《梨》，1957年作
- 《大地》，1969年作
- 《R.N.西蒙诺夫画像》
- 《A.C.伊萨克扬画像》
- 《鲜花和水果》
- 《阿勒山谷》